# Microrhopala suturalis
Microrhopala suturalis es una especie de insecto coleóptero de la familia Chrysomelidae.
Fue descrita científicamente en 1905 por Julius Weise.